# Klasični jezik
Klasični jezik je jezik z obsežnim književnim izročilom, ki ga lahko označimo kot »klasičnega«, kar pomeni, da mora biti starodaven, s samoniklo tradicijo, neodvisno od drugih tradicij, imeti pa mora tudi bogato zapuščino književnih del. Glede na dejstvo, da noben jezik ni imun na spremembe, so klasični jeziki večinoma izumrli jeziki. 

## Seznam klasičnih jezikov
- indoevropski jeziki:
  - stara grščina
  - latinščina
  - sanskrt
  - stara perzijščina
  - pali
- staroegipčanski jeziki:
  - staroegipčanski jezik
  - srednjeegipčanski jezik
  - novoegipčanski jezik
  - demotski jezik
  - koptščina (še v uporabi)
- afroazijski jeziki:
  - stara arabščina
  - hebrejščina
- dravidski jeziki:
  - tamilščina
- kitajsko-tibetanski jeziki:
  - stara kitajščina